# Dvojno zavarovanje
Dvojno zavarovanje (angleško Double Indemnity) je ameriški film noir iz leta 1944, ki ga je režiral Billy Wilder in zanj napisal scenarij skupaj z Raymondom Chandlerjem, producirala pa sta ga Buddy DeSylva in Joseph Sistrom. Scenarij temelji na noveli Double Indemnity Jamesa M. Caina iz leta 1943. V glavnih vlogah nastopajo Fred MacMurray kot zavarovalniški agent, Barbara Stanwyck kot provokativna gospodinja z željo po smrti moža in Edward G. Robinson kot zavarovalniški preiskovalec. Naslov filma se nanaša na določene klavzule življenjskega zavarovanja, po katerih se v redkih primerih nezgodne smrti izplačilo zavarovanja podvoji, npr. ob padcu z vlaka.
Film je bil premierno prikazan 3. julija 1944 ter se izkazal za finančno uspešnega in tudi dobro ocenjenega s strani kritikov. Na 17. podelitvi je bil nominiran za oskarja v sedmih kategorijah, tudi za najboljši film, režijo, prirejeni scenarij in igralko (Stanwyck). Sodobni kritiki ga označujejo za klasiko in za film, ki je postavil standard žanra noir. Leta 2007 ga je Ameriški filmski inštitut uvrstil na 29. mesto lestvice stotih najboljših ameriških filmov, leta 1992 pa ga je  ameriška Kongresna knjižnica izbrala za ohranitev v okviru Narodnega filmskega registra zavoljo njegove »kulturne, zgodovinske ali estetske vrednosti«. Wilder ga je ocenil za svoj najboljši film.

## Vloge
- Fred MacMurray kot Walter Neff
- Barbara Stanwyck kot Phyllis Dietrichson
- Edward G. Robinson kot Barton Keyes
- Porter Hall kot g. Jackson
- Jean Heather kot Lola Dietrichson
- Tom Powers kot g. Dietrichson
- Byron Barr kot Nino Zachetti
- Richard Gaines kot g. Norton
- Fortunio Bonanova kot Sam Gorlopis
- John Philliber kot Joe Pete